# Nadine Geist
Nadine Geist (* in Berlin) ist eine deutsche Dialogbuchautorin und Synchronregisseurin.

## Leben
Nadine Geist besuchte das französische Gymnasium Berlin, anschließend begann sie Jura, Französisch und Publizistik zu studieren, beendete jedoch keinen der Studiengänge. 
Danach zog sie nach München und nahm dort diverse Gelegenheitsjobs an, z. B. als Künstlergardrobiere, Barfrau oder Telefonistin. Die Bekanntschaft zum etablierten Synchronautor Jürgen Neu ermöglichte ihr Einblick in die Synchronisationsbranche, bald darauf vermittelte er ihr eine Beschäftigung als Dialogbuchautorin beim Synchronstudio Interopa Film in Berlin, so dass sie wieder in ihre Heimatstadt zurückkehrte. Aus ihrer Feder stammen u. a. die deutschen Dialoge zu den US-Komödien Mighty Ducks – Teil 3 (1998), Being John Malkovich (2000) und Miss Undercover (2001), oder auch zu den Filmbiografien Blow (2001) mit Johnny Depp und Ali (2002) mit Will Smith in den Hauptrollen, wobei letzterer für seine Darbietung eine Oscarnominierung erhielt.
Nach einiger Zeit war Geist auf Gangsterfilme mit „schwarzer Szenesprache“ festgelegt, doch nach vielen Produktionen wurde ihr dieses Metier zu einfältig und gewalttätig, die Texte der Filme ähnelten sich immer mehr. Da sie sich privat für die indische Kultur zu interessieren begann, wuchs ihr Interesse an indischen „Masala-Filmen“. Als die Synchronfirma, die auch Bollywoodfilme bearbeitete, ihr einen Auftrag für eine Serie anbot, wollte sie lieber einen Hindi-Film synchronisieren. Sie erhielt im Ende 2005 die Gelegenheit, das Dialogbuch für Swades – Heimat zu schreiben, die Übersetzung allerdings beanspruchte mehrere Wochen, da ihr die indische Sprache und Kultur noch weitestgehend fremd waren. Da sie nunmehr auch als Synchronregisseurin tätig war, entstanden unter ihrer Leitung z. B. die deutschen Fassungen von Parineeta – Das Mädchen aus Nachbars Garten (2007), Don – Das Spiel beginnt (2007), Dhoom – Back in Action (2007), Chak De! India – Ein unschlagbares Team (2008), Bachna Ae Haseeno – Liebe auf Umwegen (2009) und Ein göttliches Paar (2009), die auch im frei empfangbaren Fernsehen ausgestrahlt wurden. Des Weiteren leitete sie die deutschen Sprachaufnahmen von Luck by Chance – Liebe, Glück und andere Zufälle (2009), We Are Family (2011) und Bajirao & Mastani – Eine unsterbliche Liebe (2015).
Auch zu Fernsehserien schrieb sie Dialogbücher, wie beispielsweise zu den Zeichentrickserien Die Ren und Stimpy Show (1996), Gingers Welt (2003),  Barnyard – Der tierisch verrückte Bauernhof (2009–2010) und seit 2012 zu der Dramaserie Revenge. Für Buch und Regie zeichnete sie außerdem verantwortlich für die kanadische Sitcom Call Me Fitz (2010–2011) und die US-amerikanischen Mysteryserie Heroes (2007–2010). Außerdem führt sie Synchronregie seit 2012 in der Primetime-Krimiserie Rizzoli & Isles.

## Weblink
- Nadine Geist in der Deutschen Synchronkartei

| Personendaten    | Personendaten                                      |
| ---------------- | -------------------------------------------------- |
| NAME             | Geist, Nadine                                      |
| KURZBESCHREIBUNG | deutsche Dialogbuchautorin und Synchronregisseurin |
| GEBURTSDATUM     | vor 1998                                           |
| GEBURTSORT       | Berlin                                             |